# Oh Beom-seok
Oh Beom-seok (kor. 오범석; * 29. Juli 1984 in Pohang, Gyeongsangbuk-do) ist ein südkoreanischer Fußballspieler.

## Karriere
Er begann das Fußball spielen im Nachwuchs der Pohang Steelers und kam in der Saison 2003 zu seinem Debüt in der ersten Mannschaft. 2007 wurde er mit dem Team Meister der K-League und Südkoreanischer Vize-Pokalsieger. Die folgende Saison verbrachte er als Leihgabe in der japanischen J. League bei den Yokohama F. Marinos. Ein Jahr später wechselte er nach Russland zu Krylja Sowetow Samara, wo er zwei Spielzeiten blieb.
Als Spieler der südkoreanischen U-20-Auswahl erreichte er bei der Junioren-Fußballweltmeisterschaft 2003 in den Vereinigten Arabischen Emiraten das Achtelfinale. Am 15. Januar 2005 bestritt er gegen Kolumbien sein erstes A-Länderspiel. Während der Fußball-Asienmeisterschaft 2007 etablierte er sich auf dem rechten Flügel und landete am Ende mit dem Team auf dem dritten Platz.
2010 kehrte Oh Beom-seok in die südkoreanische K-League zu Ulsan Hyundai Horangi zurück. Mit der Nationalmannschaft nahm er im Sommer 2010 an der Weltmeisterschaft in Südafrika teil.

## Titel und Erfolge
- Koreanischer Fußballmeister 2007 mit den Pohang Steelers